# Воложница
Воложница, Вологница — река в России, протекает по Сусанинскому району Костромской области. Устье реки находится в 62 км по левому берегу реки Шачи. Длина реки составляет 19 км, площадь водосборного бассейна — 122 км².
Исток реки находится в лесу западнее деревни Межаково в 11 км к юго-востоку от посёлка Сусанино. Река течёт на северо-запад, притоки — Чёрная, Ахмонка, Борисовка (все левые). В нижнем течении река протекает по посёлку Сусанино и впадает в Шачу к северо-западу от него.

## Данные водного реестра
По данным государственного водного реестра России относится к Верхневолжскому бассейновому округу, водохозяйственный участок реки — Кострома от истока до водомерного поста у деревни Исады, речной подбассейн реки — Волга ниже Рыбинского водохранилища до впадения Оки. Речной бассейн реки — (Верхняя) Волга до Куйбышевского водохранилища (без бассейна Оки).
Код объекта в государственном водном реестре — 08010300112110000012724.